# Kale (księżyc)
Kale (Jowisz XXXVII) – mały zewnętrzny księżyc Jowisza, odkryty w 2001 roku przez grupę astronomów z Uniwersytetu Hawajskiego, kierowaną przez Scotta Shepparda.

## Nazwa
W mitologii greckiej Kale była jedną z Charyt, córek Zeusa (Jowisza).

## Charakterystyka fizyczna
Kale jest jednym z najmniejszych księżyców Jowisza, jego średnicę ocenia się na około 2 km. Średnia gęstość tego ciała ma wartość ok. 2,6 g/cm3, a składa się przeważnie z krzemianów. Powierzchnia Kale jest bardzo ciemna – jego albedo wynosi zaledwie 0,04. Z Ziemi można go zaobserwować jako obiekt o jasności wizualnej co najwyżej 23,0 magnitudo.
Kale obiega Jowisza ruchem wstecznym, czyli w kierunku przeciwnym do obrotu planety wokół własnej osi. Satelita należy do grupy Karme.